# Esarcato patriarcale di Bàssora e Golfo
L'esarcato patriarcale di Bàssora e Golfo è una sede della Chiesa cattolica sira immediatamente soggetta al patriarcato di Antiochia dei Siri. Nel 2022 contava 1.000 battezzati. È retto dal vescovo Firas Mundher Dardar.

## Territorio
L'esarcato patriarcale estende la sua giurisdizione sui fedeli cattolici di rito siriaco-occidentale dell'Iraq meridionale e del Kuwait.
Il territorio è suddiviso in 2 parrocchie.

## Storia
L'esarcato patriarcale di Bàssora e Golfo è stato eretto nel 1982.

## Cronotassi degli esarchi
Si omettono i periodi di sede vacante non superiori ai 2 anni o non storicamente accertati.
- Athanase Matti Shaba Matoka (1997 - 2001)
- Charbel Issou (2001 - 2003)
- Eshak Marzena (2003 - 2014)
- Emad Ekleemes (2014 - 10 settembre 2020)
- Firas Mundher Dardar, dal 10 settembre 2020

## Statistiche
L'esarcato patriarcale nel 2022 contava 1.000 battezzati.
| anno | popolazione | popolazione | popolazione | presbiteri | presbiteri | presbiteri | presbiteri                | diaconi | religiosi | religiosi | parrocchie |
| anno | battezzati  | totale      | %           | numero     | secolari   | regolari   | battezzati per presbitero | diaconi | uomini    | donne     | parrocchie |
| ---- | ----------- | ----------- | ----------- | ---------- | ---------- | ---------- | ------------------------- | ------- | --------- | --------- | ---------- |
| 2005 | 410         | ?           | ?           | 4          | 4          |            | 102                       |         | 1         |           | 1          |
| 2010 | 360         | ?           | ?           | 1          |            | 1          | 360                       |         | 1         |           | 1          |
| 2014 | 350         | ?           | ?           | 1          |            | 1          | 350                       |         |           |           | 3          |
| 2020 | 300         | ?           | ?           | 1          |            | 1          | 300                       | 1       |           |           | 2          |
| 2022 | 1.000       | ?           | ?           | 1          |            | 1          | 1.000                     | 1       |           | 2         | 2          |